# Peter Arundell
Peter Arundell, född 8 november 1933 i Ilford i Essex (idag Redbridge), död 16 juni 2009, var en brittisk racerförare.

## Racingkarriär
Arundell började tävla i racing i en MG då han var 21 år. Efter värnplikten i  Storbritanniens flygvapen blev han professionell förare för Elva och  Lotus.
1962 vann han det brittiska Formel Junior-mästerskapet i en Lotus 22. Han var så överlägsen i serien att hans medtävlare påstod att han använde regelstridiga motorer. Arundell antog sedan utmaningen att ställa upp i Monza Lotteria och vann loppet. Han vann också de prestigeladdade Formel Junior-racen i Monaco 1961 och 1962. 
Säsongen 1963 fick han köra några tävlingar för Lotus utanför formel 1-VM efter att Trevor Taylor skadats i en spektakulär krasch under Medelhavets Grand Prix. Arundell koncentrerade sig dock på att vinna det brittiska F3-mästerskapet och debuterade inte i F1 förrän säsongen därpå och då som ersättare för Taylor.
Arundell, som nu blev stallkamrat med den regerande världsmästaren Jim Clark, slutade trea i sin debut i Monaco 1964 och i Nederländerna två veckor senare. Mindre än två månader senare blev han allvarligt skadad under ett formel 2-lopp på Reims-Gueux-banan. Han snurrade och kördes då på av Richie Ginther i hög fart och kastades ur bilen.
Arundell missade den följande F1-säsongen men återvände till Lotus 1966. Stallet hade dock problem med BRM H16-motorn och Arundell lyckades inte ta några poäng och i slutet av året lämnade han F1. Arundell avled den 16 juni 2009, efter en lång tids sjukdom. 

## F1-karriär
| Säsong | Stall/Tillverkare      | Poäng | Placering |
| ------ | ---------------------- | ----- | --------- |
| 1963   | Lotus-Climax           | 0     | –         |
| 1964   | Lotus-Climax           | 11    | 9         |
| 1966   | Lotus-BRM Lotus-Climax | 1     | 18        |

### Trea i F1-lopp
1. Monaco 1964
2. Nederländerna 1964